# GP Eeklo
Il Grote Prijs Eeklo era una gara di ciclocross che si disputò nel 1970 e nel 1971 nella città di Eeklo, in Belgio, nel mese di gennaio. A differenza delle altre prove di questa disciplina, questa veniva corsa in coppia.

## Albo d'oro
Aggiornato all'edizione 1971.
| Anno | Vincitore                 | Secondo                    | Terzo                  |
| ---- | ------------------------- | -------------------------- | ---------------------- |
| 1970 | Merckx & E. De Vlaeminck  | Verbeeck & R. De Vlaeminck | Van Houtte & Dedeckere |
| 1971 | E. De Vlaeminck & Monseré | Vermeire & Verbeeck        | Vanclooster & Harings  |